# Corban
Corban es una comuna suiza del cantón del Jura, situada en el distrito de Delémont. Limita al norte con la comuna de Bärschwil (SO), al este con Val Terbi (Montsevelier) y Mervelier, al sur con Val Terbi, y al oeste con Courchapoix.

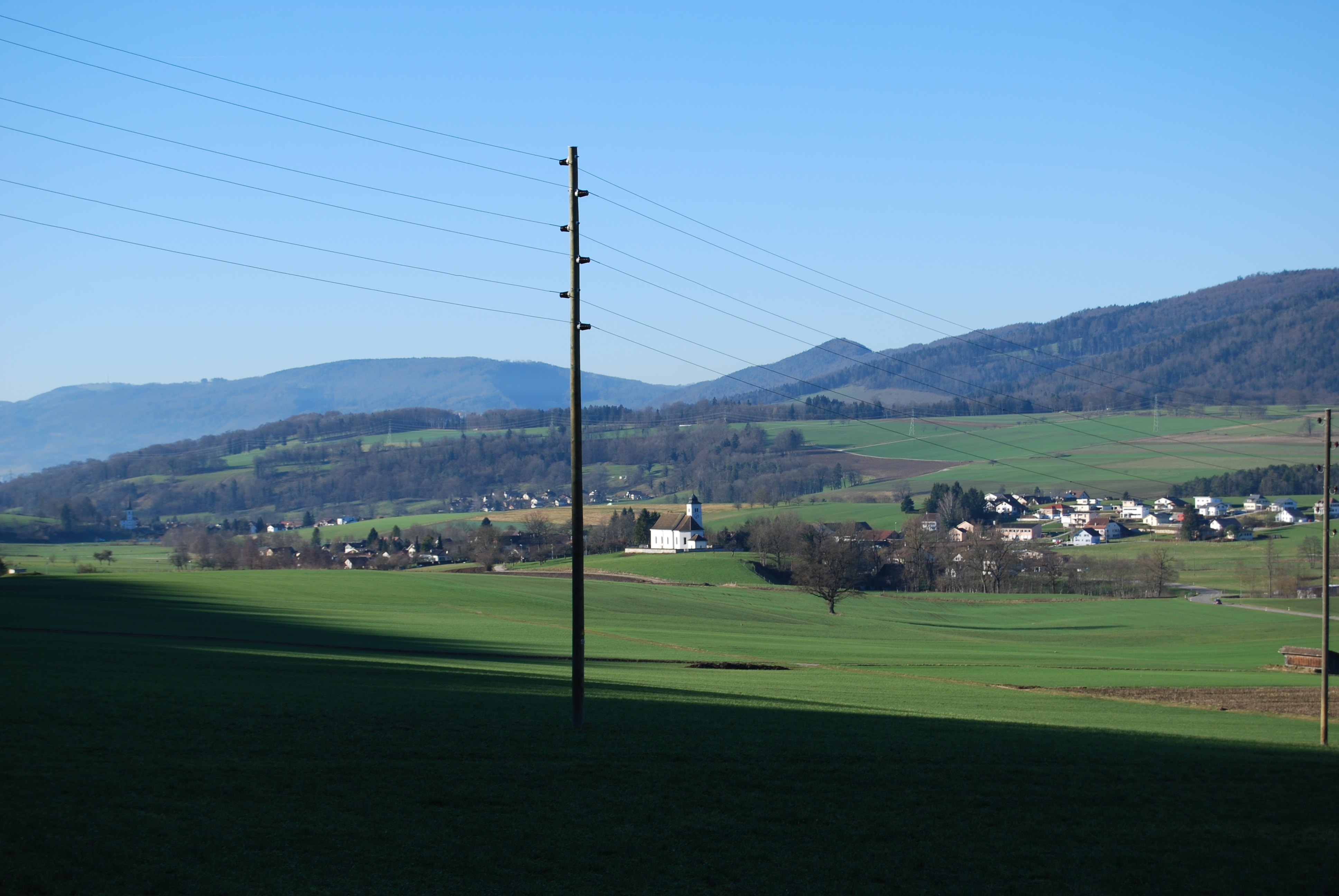
Corban